# 威廉一世 (阿基坦)
威廉一世 (875年3月22日 – 918年7月6日), 被称为虔诚者，886年起任奥弗涅伯爵，893年起任阿基坦公爵，继承了普瓦图统治者Ebalus Manser。 他建立了无数的修道院，其中最重要的是910年9月11日克吕尼修道院的建立。 
威廉是奥弗涅的伯纳德二世和厄曼加德的儿子。 在898年之前，他娶了博索尼德王朝Engelberga，普罗旺斯的博索和厄曼加德的女儿。
通过继承，他成为奥弗涅和利穆赞的统治者。 他在893年代表Ebalus Manser征服了普瓦图和阿基坦。 他把后者保留下来，被公认为公爵。 他的领土从奥斯特拉西亚延伸到图卢兹，并包括了欧坦和马孔地区。
在910年，威廉创立了本笃会修道院，将成为重要的政治和宗教中心。威廉没有将修道院置于自己的控制之下，而是让修道院直接对教皇负责（见克吕尼改革）。这很不寻常，在此之前，大多数修道院都是受私人或家族势力控制，院长和官员也由这些世俗势力所委任，导致很多未受过训练甚至不合法的院长和官员得以当选。 威廉提名了克鲁尼的第一个院长，波美的伯诺。
威廉在阿基坦统治独立性的一个标志是他在布里乌德用自己的名字打造了丹尼尔硬币。 他被埋在那里的圣朱利安修道院。 他没有自己的儿子，因此被一个侄子，他的妹妹阿德琳达的儿子的小威廉继承了下来。